# Best of: LaFee
Pour les articles homonymes, voir Best of.
Albums de LaFee
Ring frei
(2009) Classic Album
(2011)
Singles
Best Of - LaFee est la première compilation de la chanteuse allemande LaFee. L’album est sorti le 24 novembre 2009.
L’album existe en deux éditions différentes, Die Tag Edition et Die Nacht Edition. Die Tag Edition comprend un CD de tous les singles et quelques pistes d’albums et de b-sides. Alors que le Die Nacht Edition comprend deux CD avec des chansons tirés de ses deux albums en allemand et de son album en anglais, il comporte aussi des b-sides. Une nouvelle version de Der Regen fällt, sorti sur son deuxième album allemand Jetzt erst recht, est publié en premier single tiré de la compilation.

## Liste des chansons

### Die Tag Edition
| No  | Titre                  | Durée |
| --- | ---------------------- | ----- |
| 1.  | Virus                  | 3:46  |
| 2.  | Scheiss Liebe          | 3:43  |
| 3.  | Was ist das            | 3:22  |
| 4.  | Prinzesschen           | 4:.37 |
| 5.  | Mitternacht            | 4:46  |
| 6.  | Heul doch              | 4:00  |
| 7.  | Wer bin ich            | 4:17  |
| 8.  | Ring frei              | 3:31  |
| 9.  | Der Regen fällt (2009) | 3:36  |
| 10. | Normalerweise          | 3:54  |
| 11. | Beweg dein Arsch       | 2:40  |
| 12. | Sterben für dich       | 2:58  |

### Die Nacht Edition
| 1.  | Virus                  | 3:46 |
| 2.  | Scheiss Liebe          | 3:43 |
| 3.  | Was ist das            | 3:22 |
| 4.  | Prinzesschen           | 4:37 |
| 5.  | Mitternacht            | 4:46 |
| 6.  | Heul doch              | 4:00 |
| 7.  | Wer bin ich            | 4:17 |
| 8.  | Ring frei              | 3:31 |
| 9.  | Der Regen fällt (2009) | 3:36 |
| 10. | Normalerweise          | 3:54 |
| 11. | Beweg dein Arsch       | 2:40 |
| 12. | Sterben für dich       | 2:58 |

| 1.  | Es tut Weh                     | 4:02 |
| 2.  | Weg von dir (Orchesterversion) | 3:53 |
| 3.  | Krank                          | 2:10 |
| 4.  | Alles ist neu                  | 3:47 |
| 5.  | Mitternacht (Live @ Echo)      | 3:48 |
| 6.  | Shut Up                        | 4:04 |
| 7.  | Beweg dein Arsch (Club mix)    | 2:49 |
| 8.  | Für dich (Live)                | 3:48 |
| 9.  | Prinzesschen (Live)            | 4:25 |
| 10. | Lass mich frei (Piano version) | 2:54 |
| 11. | Scabies                        | 3:57 |
| 12. | Wer bin ich (Orchesterversion) | 4:28 |
| 13. | Warum                          | 3:35 |
| 14. | Danke                          | 4:22 |